# Tikhon Khrennikov
Tikhon Nikolajevitj Khrennikov (russisk: Тихон Николаевич Хренников , født 10. juni 1913 i Jelets, Det Russiske Kejserrige, død 14. august 2007 i Moskva, Rusland) var en russisk komponist og pianist. Han var leder af sammenslutningen af sovjetiske komponister i 43 år. Han studerede på Moskva musikkonservatorium under Vissarion Sjebalin. Som komponist var han nationalsindet, og komponerede tre symfonier, orkesterværker, klaverkoncerter og operaer.
Kommunistpartiet foretrak russiske folkeviser, sangbare melodier og kompositioner med politisk korrekt indhold. Khrennikov huskes for sit jerngreb om musiklivet i Sovjetunionen fra Stalin til Gorbatjov, og sin agitation mod komponister, der skrev musik med moderne tendenser. Først gik det ud over Sjostakovitj og Alfred Schnittke. Efter krigen huskes Khrennikov for sine voldsomme udfald mod andre ledende sovjetiske komponister som Sergej Prokofjev og Dmitrij Kabalevskij i den såkaldte Sjdanovsjtjina (Sdjanov-doktrinen), den statslige renselse af sovjetisk kulturliv i årene 1946-48, opkaldt efter Andrej Sjdanov.
Efter Sovjetunionens fald fremstillede han sig imidlertid som et offer for regimet. Men hans knæfald for Stalin var ikke glemt, og da Khrennikov i 1980 besøgte Norge som solist ved Oslo filharmoniske orkester, blev boykotaktionen mod ham vurderet som vellykket. Kun 300 publikummere var fremmødt, selv om koncertsalen i Oslo havde plads til 1.600.

## Udvalgte værker
- Symfoni nr. 1 (1933–1935) - for orkester
- Symfoni nr. 2 (1940–1942, rev. 1944) - for orkester
- Symfoni nr. 3 (1973) - for orkester
- Klaverkoncert nr. 1 (1932-1933) - for klaver og orkester
- Klaverkoncert nr. 2 (1971) - for klaver og orkester
- Klaverkoncert nr. 3 (1983) - for klaver og orkester
- Klaverkoncert nr. 4 (1991) - for klaver, slagtøj og strygeorkester